# Pogonomyrmex pima
Pogonomyrmex pima är en myrart som beskrevs av Wheeler 1909. Pogonomyrmex pima ingår i släktet Pogonomyrmex och familjen myror. Inga underarter finns listade i Catalogue of Life.

## Bildgalleri

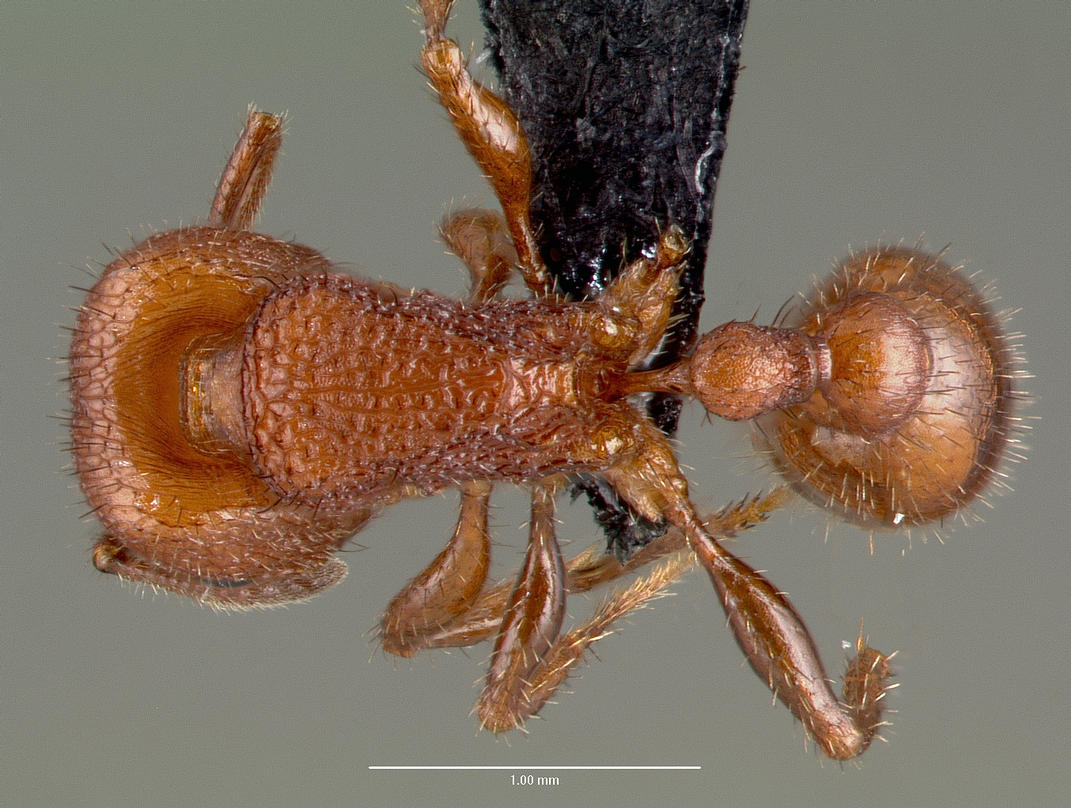
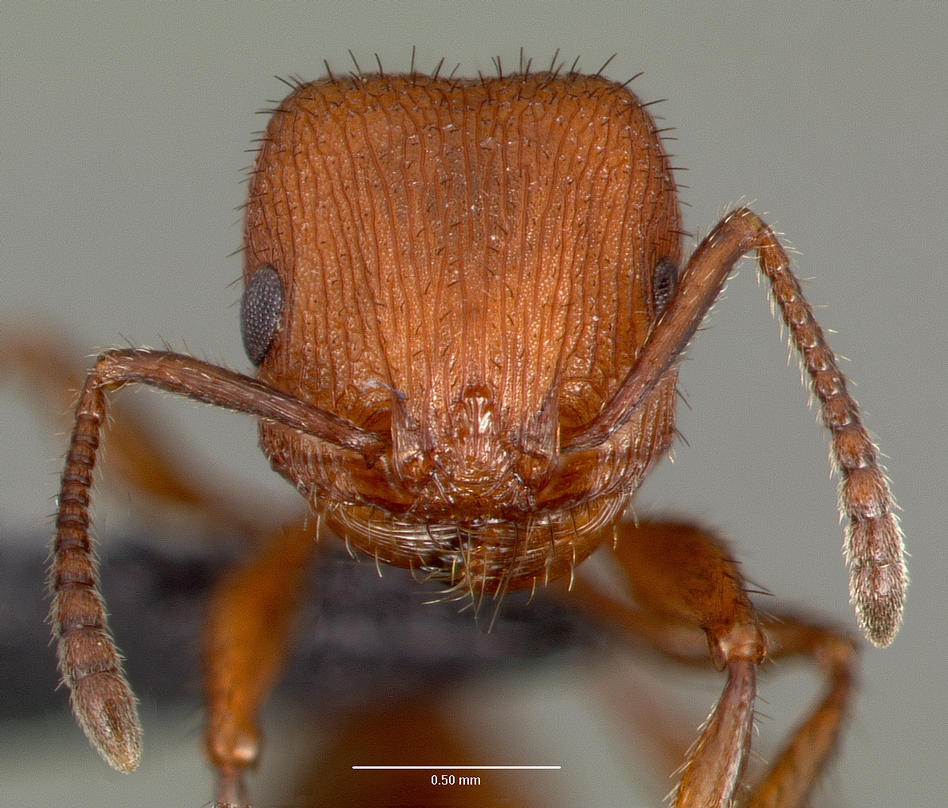
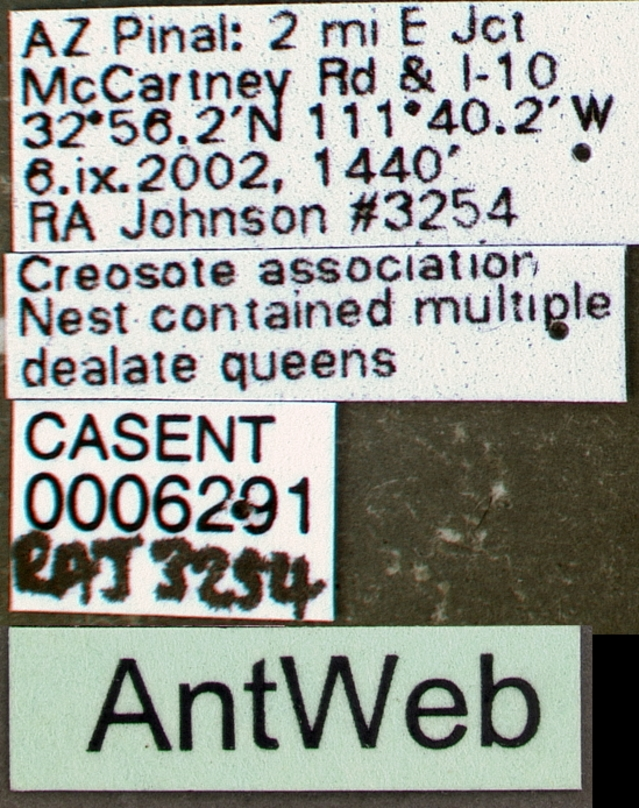
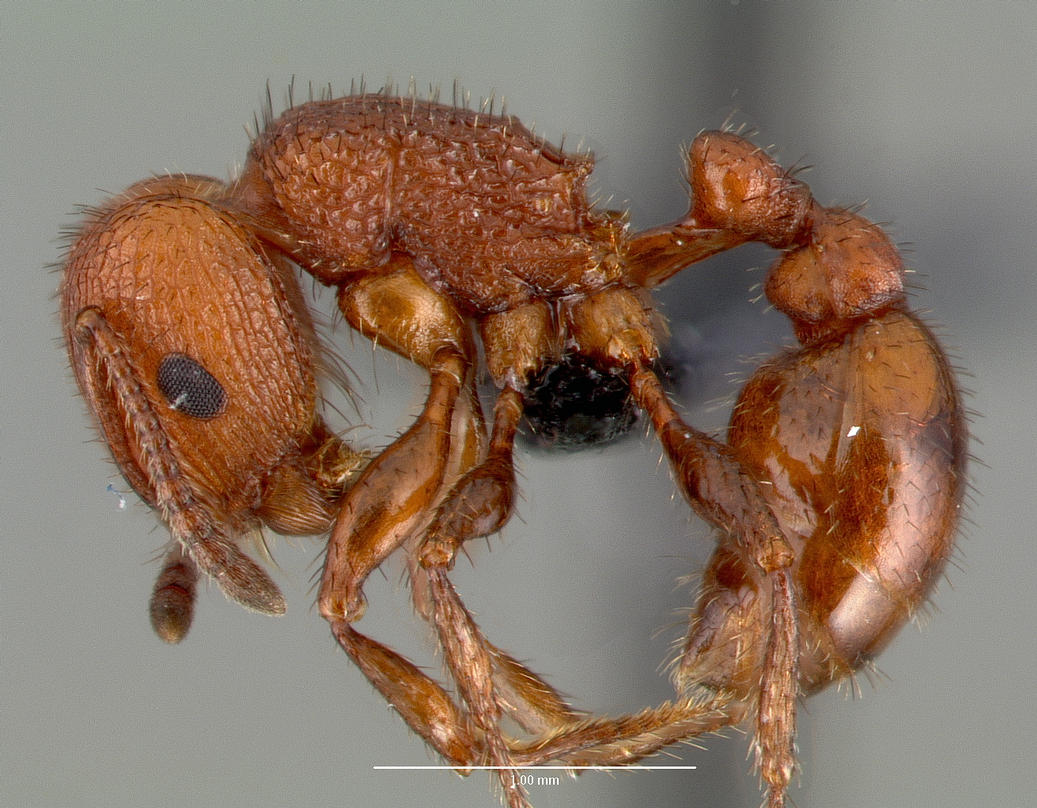
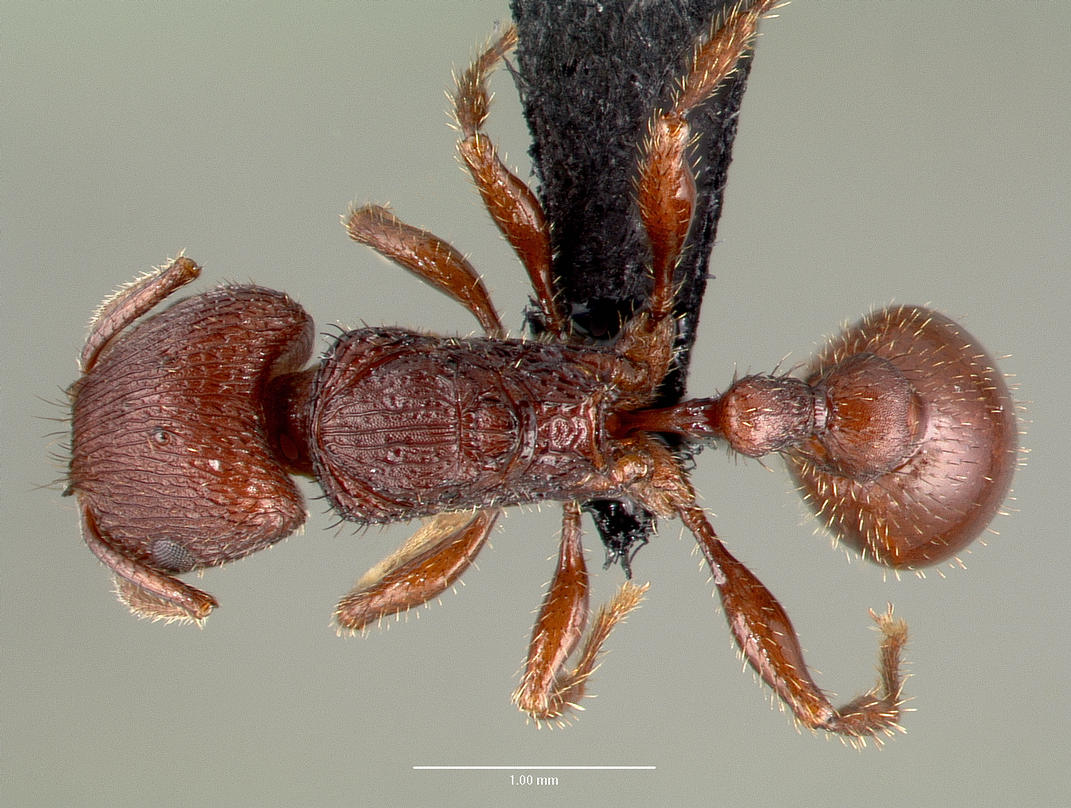
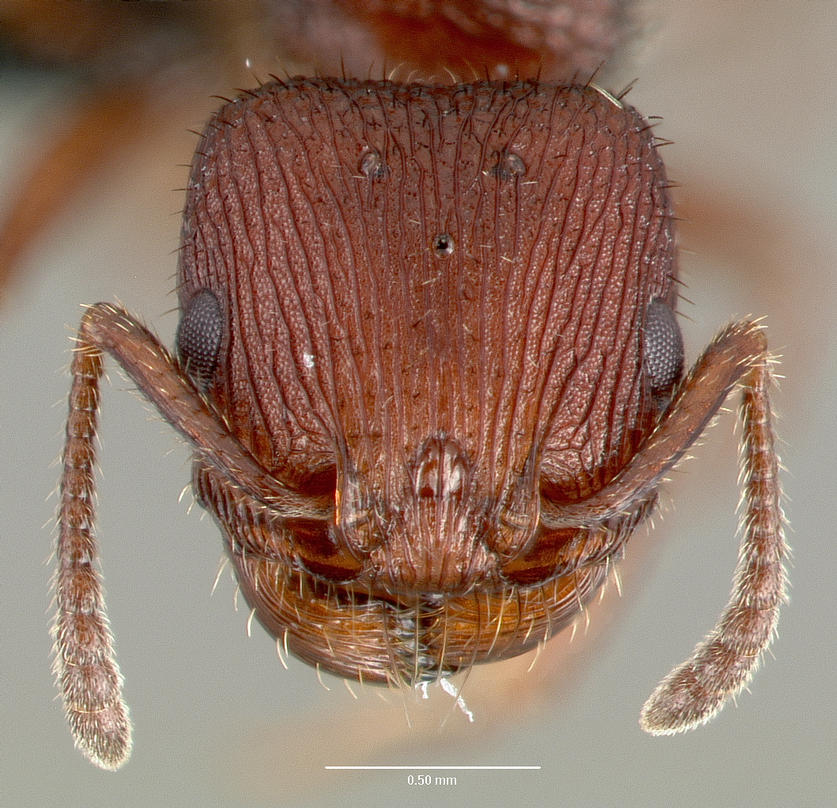